# Eschach
Eschach település Németországban, azon belül Baden-Württembergben. Lakosainak száma 1938 fő (2023. december 31.). Eschach Gschwend és Ruppertshofen községekkel határos.

## Népesség
A település népessége az elmúlt években az alábbi módon változott:
| Lakosok száma | 1317 | 1759 | 1770 | 1827 | 1902 | 1938 |
|               | 1975 | 2017 | 2019 | 2021 | 2022 | 2023 |